# مؤهل وظيفي حقيقي ومشروع
في قانون التوظيف المؤهل الوظيفي المشروع في الولايات المتحدة أو المؤهل الوظيفي الحقيقي المطلوب في كندا أو المؤهل الوظيفي الحقيقي في المملكة المتحدة هو جودة أو صفة يُسمح لأصحاب العمل أخذها بعين الاعتبار عند اتخاذ قرارات بشأن توظيف واحتفاظ الموظفين - جودة تعتبر في سياقات أخرى تمييزا ينتهك قوانين حقوق العمل المدنية. يجب أن تُدرج مثل هذه المؤهلات في عرض الوظيفة.

## كندا
تمت مراعاة قانون كندا المتعلق بالمؤهلات الوظيفية الحقيقية في قضية قضائية كندية في عام 1985 تتعلق بموظف في السكة الحديد الوطنية الكندية وهو كيه إس بيهيندر من الديانة السيخية التي تتطلب منه ارتداء عمامة حيث خسر تحديه لسياسة الشركة التي تتطلب منه ارتداء خوذة واقية. في عام 1990 قامت المحكمة العليا في كندا بتعديل قرار بيهيندر: "سيُطلب من صاحب العمل الذي لم يتبن سياسة بشأن الإسكان وليس لديه إمكانية إثبات أن توفير إسكان فردي سيؤدي إلى صعوبات غير مبررة أن يبرر تصرفه فيما يتعلق بالمشتكي الفردي. حتى في هذه الحالة يمكن لصاحب العمل أن يستند إلى الدفاع بناء على المؤهلات الوظيفية الحقيقية".

## الولايات المتحدة
في قانون التمييز في التوظيف في الولايات المتحدة يحتوي كل من القسم السابع من قانون حقوق المدني لعام 1964 وقانون التمييز في التوظيف بسبب العمر على دفاع المؤهلات الوظيفية الحقيقية. توفر أحكام قسم الوظيفة الحقيقية في القسم السابع أن:
ينص الجزء الرابع عشر من القانون الأمريكي الخاص بالعمل الفصل 14 (التمييز في التوظيف بسبب العمر) القسم 623 (حظر التمييز بسبب العمر) على أنه "لن يكون من غير المشروع لصاحب العمل أو وكالة التوظيف أو المنظمة النقابية أن يتخذ أي إجراء ممنوع بموجب الفقرات (أ) أو (ب) أو (ج) أو (هـ) من هذا القسم عندما يكون العمر مؤهلا وظيفيا حقيقيا ضروريا بشكل معقول لعملية التشغيل العادية للأعمال المحددة أو عندما يستند التمييز إلى عوامل معقولة أخرى غير العمر أو عندما تنطوي هذه الممارسات على موظف في مكان العمل في بلد أجنبي وسيتسبب الامتثال لهذه الفقرات في انتهاك صاحب العمل أو الشركة التي يتحكم فيها صاحب العمل لقوانين البلد الذي يقع فيه مكان العمل هذا".
من أمثلة المؤهلات الوظيفية الحقيقية هي الحد الأقصى للسن لسائقي الحافلات وطياري الطائرات لأسباب الأمان. علاوة على ذلك في الإعلانات يمكن لشركة تصنيع الملابس الرجالية أن تعلن قانونيا عن طلبها عارضي أزياء ذكور. يمكن أيضا أن يعتبر الاعتقاد الديني مؤهلا وظيفيا حقيقيا فعلى سبيل المثال يمكن لمدرسة دينية أن تطلب قانونيا أن يكون أعضاء هيئتها التدريسية أعضاء في تلك الطائفة ويمكنها أن تمنع قانونيا توظيف أي شخص ليس عضوا فيها. يمكن لإدارات الإطفاء أن تطلب من رجال الإطفاء أن يكونوا قادرين على رفع وزن محدد للتأكد من قدرتهم على إخراج ضحايا الحرائق من المباني المشتعلة. يوجد معيار للوزن واللياقة الشخصية في معظم الجيوش حول العالم للتأكد من قدرة القوات على تنفيذ المهام البدنية المطلوبة.
على الرغم من أن الدين والجنس والأصل القومي قد يعتبرون مؤهلات وظيفية حقيقية ضرورية في سياقات محددة إلا أن العرق لا يمكن أبدا أن يكون مؤهلا وظيفيا حقيقيا. ومع ذلك فإن الدستور الأمريكي سيتجاوز القسم السابع من قانون حقوق المدني في الأعمال الفنية حيث يكون عرق الموظف جزءا أساسيا من القصة أو الغرض الفني. مثال جيد سيكون في حالة وجود فيلم سيرة ذاتية عن مارتن لوثر كينغ الابن فإنه سيكون أمرا أساسيا أن يكون الممثل الرئيسي رجل أفريقي أمريكي. (لا يقتصر هذا النظر على العرق فقط).
تنطبق المؤهلات الوظيفية الحقيقية الضرورية عموما فقط في الحالات التي يعتبر فيها أن المؤهل الوظيفي الحقيقي ضروري بشكل معقول لعملية تشغيل عادية لعمل محدد. على سبيل المثال يحق للكلية الكاثوليكية أن تطلب أن تكون بعض المناصب مثل الرئيس والقس وأعضاء هيئة التدريس من الكاثوليك ولكن الانتماء إلى الكنيسة الكاثوليكية عموما لن يعتبر مؤهلا وظيفيا حقيقيا لوظائف مثل السكرتير وعامل النظافة.
عدم رضا العملاء وحده غير كاف لتبرير الدفاع عن المؤهلات الوظيفية الحقيقية كما هو مذكور في قضيتي دياز ضد شركة بان أم وورلد إير وايز وويلسون ضد شركة جنوب غرب للطيران. لذلك فإن تفضيل العملاء للإناث لا يجعل الأنوثة مؤهلا وظيفيا حقيقيا لمهنة مضيفة الطيران. ومع ذلك قد تكون هناك حالات يعتبر فيها تفضيل العملاء مؤهلا وظيفيا - على سبيل المثال الأنوثة ضرورية بشكل معقول لـ "بلاي بوي بانيز". قد استخدمت العديد من المطاعم مثل "هوترز" متطلبات الأنوثة وجاذبية الجنس الأنثوية بموجب دفاع المؤهلات الوظيفية الحقيقية. يمكن أخذ تفضيل العملاء في الاعتبار "فقط عندما يستند إلى عجز الشركة عن أداء الوظيفة الأساسية أو الخدمة التي تقدمها أي أن الجنس أو الجاذبية الجنسية هي الخدمة الرئيسية المقدمة".
في حين أن بعض القوانين الأخرى لا تحتوي على دفاع المؤهلات الوظيفية الحقيقية إلا أن الأهمية العامة لمثل هذا الدفاع غالبا ما يتم الاعتراف بها. على سبيل المثال قانون الأمريكيين ذوي الإعاقة لا يحتوي على دفاع المؤهلات الوظيفية الحقيقية ومع ذلك وفقا للجنة المساواة في فرص العمل في الولايات المتحدة "يمكن لصاحب العمل الدفاع عن استخدام معيار مؤهل يستبعد فردا بناء على الإعاقة من خلال إظهار أن المعيار متعلق بالعمل ومتسق مع ضرورات الأعمال".

## المملكة المتحدة
في قانون التمييز في التوظيف في المملكة المتحدة توجد مؤهلات وظيفية حقيقية عندما يتسبب طبيعة وظيفة معينة في أن يصبح جنس المتقدم أو جنسه سببا معقولا لاختيار متقدم واحد على آخر. تعتبر هذه المؤهلات وظيفية حقيقية استثناء خاص في قانون التمييز في التوظيف (التمييز الجنسي) لعام 2000 وهي محددة في القسم 9 من هذا القانون.
توجد ثمانية أنواع ممكنة للمطالبة بمؤهل وظيفي حقيقي عند الإعلان عن وظيفة معينة:
1. وظائف في البلدان الأجنبية ذات القوانين أو العادات ذات الصلة بشكل خاص.
2. الفسيولوجيا أو الأصالة (على سبيل المثال في اختيار الممثلين للعب دور ما).
3. خصوصية ولياقة الأشخاص الذين سيتعاملون معهم الموظف (على سبيل المثال  الموظفون في دور رعاية).
4. سلامة المنزل الخاص (على سبيل المثال المربيات المهنية لفرد معين ولكن عادة ليس الجليسات).
5. إسكان لجنس واحد عندما يكون غير معقول أن يتوقع من صاحب العمل توفير إسكان إضافي.
6. المؤسسات لجنس واحد على سبيل المثال السجون الخاصة وملاجئ النساء.
7. الرعاية الشخصية والاستشارة عندما يكون الجنس ذات الصلة مباشرة بالرعاية أو الاستشارة المقدمة.
8. عندما يتم الإعلان عن وظيفة خاصة للمتزوجين.

في كل حالة من هذه الحالات يجب أن تكون الأسباب محددة ومطلقة ولا تستند إلى الصور النمطية أو الافتراضات العامة.